# بورگونی-فرانش-کنته
بورگونی-فرانش-کنته (به فرانسوی: Bourgogne-Franche-Comté) از نواحی فرانسه است که در ۲۰۱۶ با ادغام بورگوین، و فرانش-کنته به وجود آمده‌است.

## خصوصیات
بورگونی-فرانش-کنته ۲٬۸۱۶٬۸۱۴ نفر جمعیت دارد.